# ياري ليتمانن
ياري ليتمانن (Jari Litmanen؛ لهتي، 20 فبراير 1971) هو لاعب كرة قدم فنلندي معتزل، يُعتبر من أفضل لاعبي فنلندا عبر التاريخ، لعب أغلب مسيرته في مركز  لاعب الوسط الهجومي (cam)، بدأ مسيرته في نادي ريباستس الفنلندي، وبرز مع أياكس أمستردام في  تسعينيات القرن الماضي حيث حقق دوري أبطال أوروبا عام 1995. كما لعب مع أندية أوروبية كبرى مثل  برشلونة  وليفربول، بالإضافة إلى أندية فنلندية أبرزها  هلسنكي  ولاهيتي، إعتزل لعب كرة القدم نهائيًا في عام 2011.

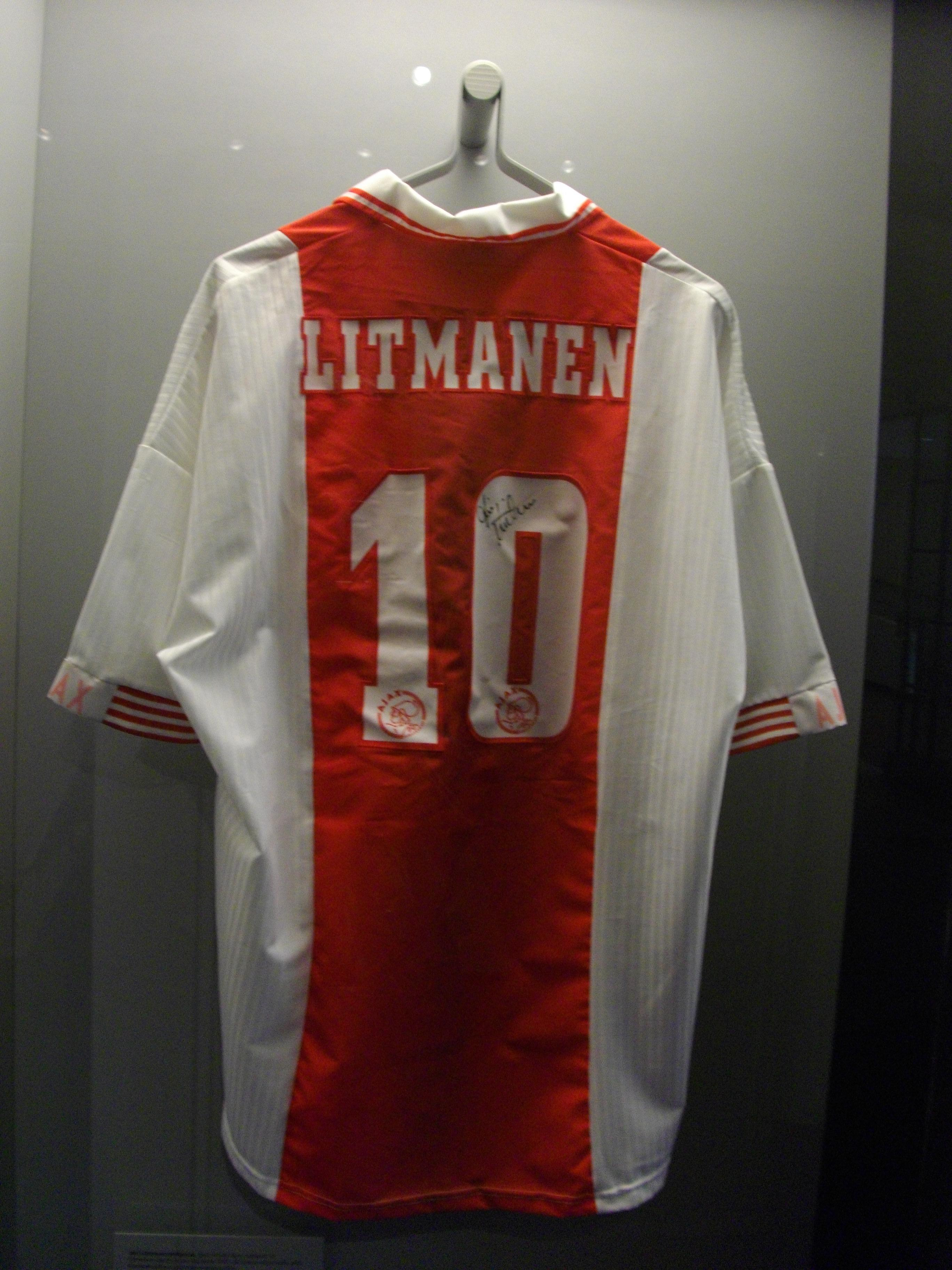
قميص ياري ليتمانن في متحف أياكس أمستردام.

يعتبر على نطاق واسع أعظم لاعب فنلندي على الإطلاق. تم إختياره كأفضل لاعب فنلندي في السنوات ال 50 الماضية من قِبل  الإتحاد الفنلندي في جائزة يوبيل الاتحاد الأوروبي لكرة القدم في نوفمبر عام 2003.
وضعت جمعية إحصائيات كرة القدم ليتمانن بالمركز 53 لأفضل لاعبي كرة القدم على الإطلاق، يلقب في فنلندا غالباً ب«ليتـّي» (Litti) أو «الملك» ("Kuningas"). وله جملة مشهورة عندما انتقل من برشلونة إلى ليفربول، قال: (جئت الي ليفربول وتركت برشلونة رغم حبي لهم ولكن انا هنا لأفوز بالبطولات القارية) وفاز بالفعل بكأس الاتحاد الأوروبي وبكأس السوبر الأوروبي في ذلك الوقت مع ليفربول.

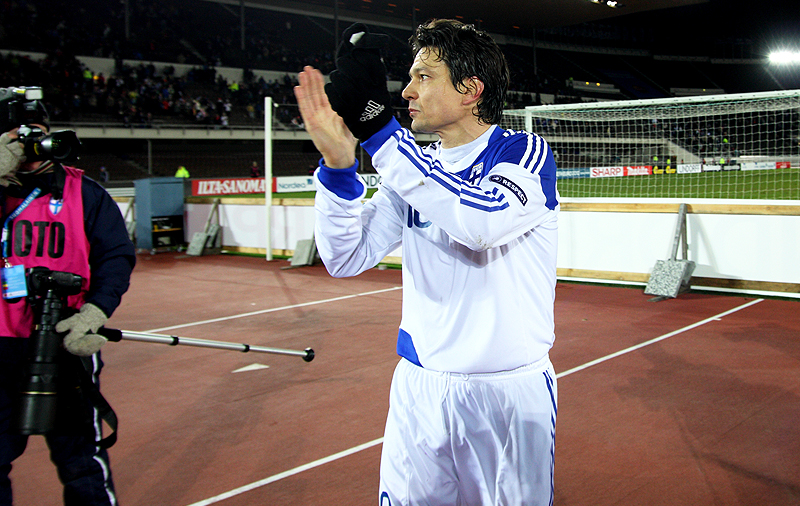
ياري ليتمانن مع منتخب فنلندا 2010.

كما بعتبر ياري ليتمانن اللاعب الأكثر مشاركة مع  منتخب فنلندا برصيد 137 مباراة مع المنتخب، ويعتبر ثاني الهدافين التاريخيين للمنتخب برصيد 32 هدف بعد المهاجم تيمو بوكي برصيد 37 هدف.

## روابط خارجية
- ياري ليتمانن على موقع IMDb (الإنجليزية)
- ياري ليتمانن على موقع قاعدة بيانات الفيلم (الإنجليزية)
- ياري ليتمانن على موقع ليتربوكسد (الإنجليزية)
- ياري ليتمانن على موقع كينوبويسك (الروسية)
- ياري ليتمانن على موقع الاتحاد الدولي (مؤرشف)  (الإنجليزية)
- ياري ليتمانن على موقع الاتحاد الأوربي (الإنجليزية)
- ياري ليتمانن على موقع قاعدة بيانات كرة القدم.إي يو (الإنجليزية)
- ياري ليتمانن على موقع ليكيب (الفرنسية)
- ياري ليتمانن على موقع ناشيونال فوتبول تيمز (الإنجليزية)
- ياري ليتمانن على موقع عالم كرة القدم.نت (الإنجليزية)
- ياري ليتمانن على موقع كووورة